# Mikiko Andō
Mikiko Andō (japanisch 安藤 美希子 Andō Mikiko; * 30. September 1992 in Shiroi (Präfektur Chiba)) ist eine japanische Gewichtheberin und Olympiateilnehmerin.

## Leben
Andō besuchte die Grund- und Mittelschule in Shiroi und ging dann in Saitama auf die Oberschule. Nach der Schule studierte sie an der Heisei International University (平成国際大学, Heisei kokusai daigaku) in Kazo (Präfektur Saitama).

## Karriere
Mikiko Andō fing als Oberschülerin mit dem Gewichtheben an. Sie gehört aufgrund ihres Körpergewichts der Kategorie Leichtgewicht an, was einem Gewicht von bis zu 59 kg entspricht (vor 2018 war diese Kategorie bis zu 58 kg).
2016 nahm Andō an den Olympischen Sommerspielen in Rio teil und konnte dort mit 218 kg (94 kg Reißen und 124 kg Stoßen) den fünften Platz in der Kategorie bis 58 kg einnehmen. Ihre Mentorin und Trainerin war die japanische Gewichtheberin Hiromi Miyake, die selbst in Rio Bronze in der Kategorie bis 48 kg gewann.
Mikiko Andō nahm 2018 an den Weltmeisterschaften im Gewichtheben in Aschgabat (Turkmenistan) teil und konnte mit 224 kg (93 Reißen und 131 kg Stoßen) den fünften Platz in der Kategorie bis 59 kg belegen.
2019 erreichte sie bei den Asienmeisterschaften in Ningbo (China) mit 225 kg (97 Reißen und 128 Stoßen) in Kategorie Leichtgewicht den dritten Platz.
Ein Jahr später wurde Andō bei den Asienmeisterschaften (in Taschkent) im Gewichtheben Fünfte mit 209 kg (85 kg Reißen und 124 kg Stoßen).
Bei den Olympischen Sommerspielen 2020 in Tokio, die wegen der COVID-19-Pandemie erst 2021 stattfanden, konnte Andō mit 214 kg (94 kg Reißen und 120 kg Stoßen) den dritten Platz hinter der erstplatzierten Kuo Hsing-chun aus Chinesisch Taipeh und der zweitplatzierten Polina Gurýeva aus Turkmenistan erreichen. Die Bronzemedaille war ihre erste olympische Medaille.
Andō hält mit 217 kg (93 kg Reißen und 124 kg Stoßen) für die Gewichtsklasse bis 58 kg den japanischen Rekord (Stand 2021).

## Auszeichnungen
Andō erhielt im Frühjahr 2022 in Anerkennung ihrer sportlichen Leistungen den Ehrenpreis der Stadt Shiroi (白井市市民栄誉賞, Shiroi-shi shimin eiyo-shō) vom Bürgermeister ihrer Heimatstadt überreicht.